# Alan Jones
Alan Jones (Melbourne, 2 november 1946) is een voormalige Australische autocoureur, die furore maakte in de Formule 1. In deze klasse werd hij in 1980 wereldkampioen. Hij won twaalf officiële Grands Prix in zijn carrière.

## Biografie

### Paplepel
Alan Jones kreeg de autosport met de paplepel ingegoten. Als tiener reed hij al in de kart en vanaf 1972 bestuurde hij een Formule 3-wagen, waarmee hij goede resultaten boekte. Vanaf 1974 reed hij ook in de Formula Atlantic en Formule 5000.
In 1975 debuteerde Jones in de Formule 1 tijdens de Spaanse Grand Prix bij Hesketh en kreeg hetzelfde jaar een vast contract aangeboden bij het Embassy Hill-team, ter vervanging van Rolf Stommelen, die bij een crash gewond was geraakt. In 1976 reed hij in een Surtees. In 1977 werd hij aangesteld als vervanger van de omgekomen Tom Pryce bij het Shadow-team, waarvoor hij zijn eerste Grand Prix, de Grote Prijs van Oostenrijk, won.

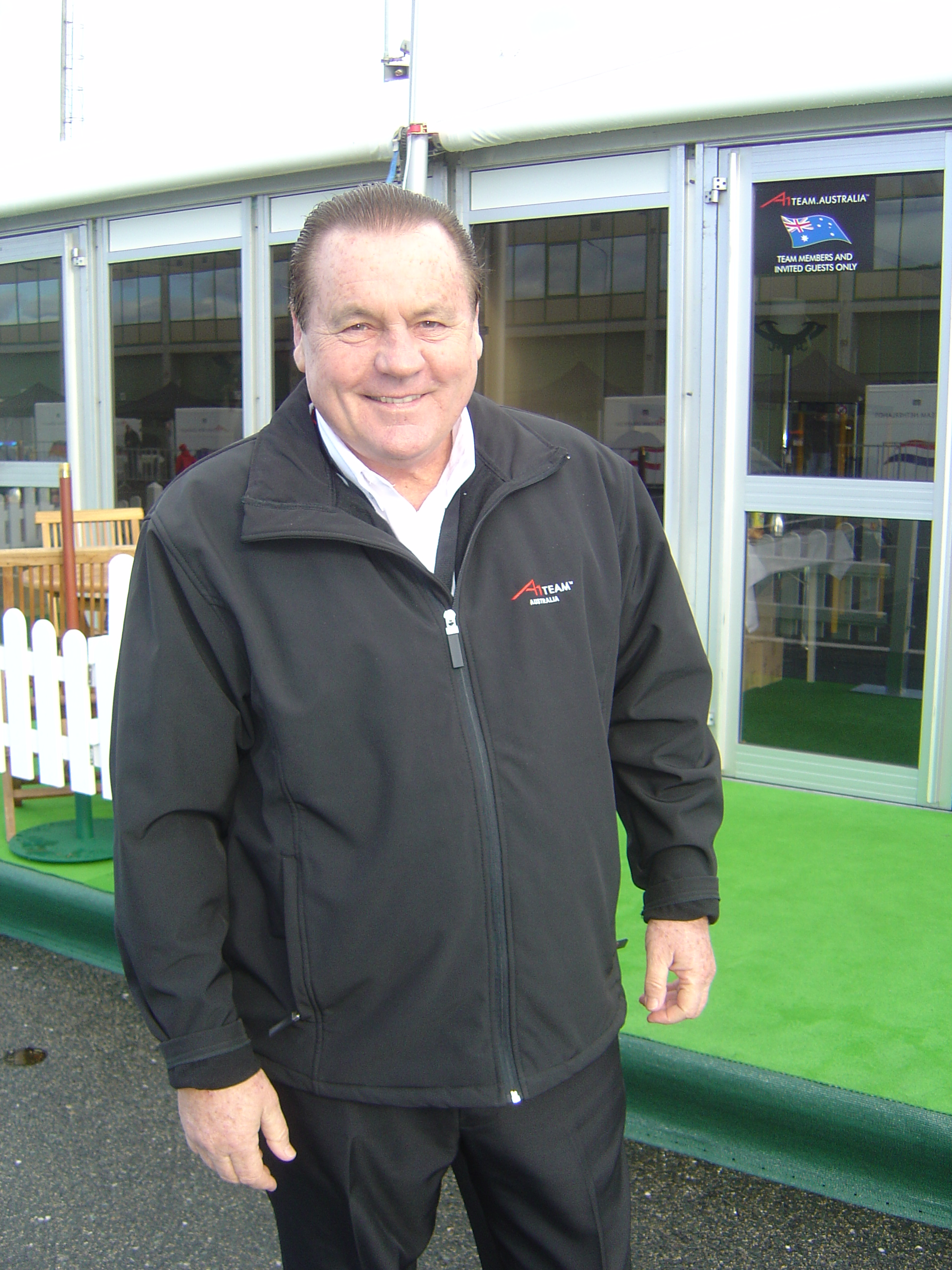
Alan Jones in 2007, als A1GP-teambaas

### Wereldkampioen
In 1978 werd hij gecontracteerd door Frank Williams en in 1979 begon Jones regelmatig races te winnen. Dat jaar won hij de races in West-Duitsland, Oostenrijk, Nederland en Canada.
In 1980 won hij zijn enige wereldkampioenschap door vijf races (Argentinië, Frankrijk, Groot-Brittannië, Canada, Verenigde Staten-Oost) te winnen. In hetzelfde jaar won hij ook twee races die niet voor het kampioenschap meetelden, de Spaanse en de Australische Grand Prix.
Aan het einde van 1981 besloot Jones zijn Formule 1-loopbaan te beëindigen. Hij deed dat met een overwinning in Las Vegas. Hij werd in 1983 met een aantrekkelijk aanbod door Arrows teruggelokt naar de Formule 1. Deze comeback bleef tot 1 race in Long Beach beperkt. In 1985 werd hij nogmaals naar de F1 gelokt, om te rijden voor het Amerikaanse Haas-team, dat de auto's inschreef als Lola, wat maar weinig met Lola te doen had. Dit was echter geen succes. Jones reed de laatste races van het seizoen 1985 in een auto met een Hartmotor en een vol seizoen in 1986. Na de eerste twee races nog gebruik te hebben gemaakt van de Hartmotor, reed hij de rest van het seizoen in een Lola met een Fordmotor met turbo; aan het einde van 1986 vertrok Jones voorgoed uit de hoogste autosportklasse.
Hij bleef daarna nog enige tijd actief in sportwagenraces en in Australië in lokale toerwagenraces.

### Commentator en teambaas
Tegenwoordig is Alan Jones vooral actief als autosportcommentator bij de Australische televisie en was hij een tijd actief als teambaas voor het Australische A1GP-team.

### Biografie
In 1981 verscheen een (auto-)biografie van Alan Jones Driving Ambition, waarvan Keith Botsford co-auteur is.

In 2017 verscheen een nieuwe autobiografie getiteld AJ How Alan Jones Climbed to the top of Formula One met als co-auteur Andrew Clarke.

## Formule 1 resultaten
| Seizoen | Team                              | Chassis               | Races | Over- winningen | Pole Positions | Podiums | Punten | Rang |
| ------- | --------------------------------- | --------------------- | ----- | --------------- | -------------- | ------- | ------ | ---- |
| 1975    | Harry Stiller Racing Embassy Hill | Hesketh 308B Hill GH1 | 8     | 0               | 0              | 0       | 2      | 17   |
| 1976    | Surtees Racing Organisation       | TS19                  | 14    | 0               | 0              | 0       | 7      | 15   |
| 1977    | Shadow                            | DN8                   | 14    | 1               | 0              | 2       | 22     | 17   |
| 1978    | Williams Racing                   | FW06                  | 16    | 0               | 0              | 1       | 11     | 11   |
| 1979    | Williams Racing                   | FW07                  | 15    | 4               | 3              | 5       | 40     | 3    |
| 1980    | Williams Racing                   | FW07B                 | 14    | 5               | 3              | 10      | 67     | 1    |
| 1981    | Williams Racing                   | FW07C                 | 15    | 2               | 0              | 6       | 46     | 3    |
| 1983    | Arrows                            | A6                    | 1     | 0               | 0              | 0       | 0      | -    |
| 1985    | Haas Lola                         | THL1                  | 3     | 0               | 0              | 0       | 0      | -    |
| 1986    | Haas Lola                         | THL2                  | 16    | 0               | 0              | 0       | 4      | 12   |

### Overwinningen
| Nr. | Grand Prix                              | Jaar | Team            |
| --- | --------------------------------------- | ---- | --------------- |
| 1   | Grand Prix van Oostenrijk               | 1977 | Shadow          |
| 2   | Grand Prix van Duitsland                | 1979 | Williams Racing |
| 3   | Grand Prix van Oostenrijk               | 1979 | Williams Racing |
| 4   | Grand Prix van Nederland                | 1979 | Williams Racing |
| 5   | Grand Prix van Canada                   | 1979 | Williams Racing |
| 6   | Grand Prix van Argentinië               | 1980 | Williams Racing |
| 7   | Grand Prix van Frankrijk                | 1980 | Williams Racing |
| 8   | Grand Prix van Groot-Brittannië         | 1980 | Williams Racing |
| 9   | Grand Prix van Canada                   | 1980 | Williams Racing |
| 10  | Grand Prix van de Verenigde Staten      | 1980 | Williams Racing |
| 11  | Grand Prix van de Verenigde Staten West | 1981 | Williams Racing |
| 12  | Grand Prix van Las Vegas                | 1981 | Williams Racing |

- 1950 G. Farina
- 1951 J. M. Fangio
- 1952 A. Ascari
- 1953 A. Ascari
- 1954 J. M. Fangio
- 1955 J. M. Fangio
- 1956 J. M. Fangio
- 1957 J. M. Fangio
- 1958 M. Hawthorn
- 1959 J. Brabham
- 1960 J. Brabham
- 1961 P. Hill
- 1962 G. Hill
- 1963 J. Clark
- 1964 J. Surtees
- 1965 J. Clark
- 1966 J. Brabham
- 1967 D. Hulme
- 1968 G. Hill
- 1969 J. Stewart
- 1970 J. Rindt
- 1971 J. Stewart
- 1972 E. Fittipaldi
- 1973 J. Stewart
- 1974 E. Fittipaldi
- 1975 N. Lauda
- 1976 J. Hunt
- 1977 N. Lauda
- 1978 M. Andretti
- 1979 J. Scheckter
- 1980 A. Jones
- 1981 N. Piquet
- 1982 K. Rosberg
- 1983 N. Piquet
- 1984 N. Lauda
- 1985 A. Prost
- 1986 A. Prost
- 1987 N. Piquet
- 1988 A. Senna
- 1989 A. Prost
- 1990 A. Senna
- 1991 A. Senna
- 1992 N. Mansell
- 1993 A. Prost
- 1994 M. Schumacher
- 1995 M. Schumacher
- 1996 D. Hill
- 1997 J. Villeneuve
- 1998 M. Häkkinen
- 1999 M. Häkkinen
- 2000 M. Schumacher
- 2001 M. Schumacher
- 2002 M. Schumacher
- 2003 M. Schumacher
- 2004 M. Schumacher
- 2005 F. Alonso
- 2006 F. Alonso
- 2007 K. Räikkönen
- 2008 L. Hamilton
- 2009 J. Button
- 2010 S. Vettel
- 2011 S. Vettel
- 2012 S. Vettel
- 2013 S. Vettel
- 2014 L. Hamilton
- 2015 L. Hamilton
- 2016 N. Rosberg
- 2017 L. Hamilton
- 2018 L. Hamilton
- 2019 L. Hamilton
- 2020 L. Hamilton
- 2021 M. Verstappen
- 2022 M. Verstappen
- 2023 M. Verstappen
- 2024 M. Verstappen